# Pristicerops principalis
Pristicerops principalis är en stekelart som beskrevs av Heinrich 1974. Pristicerops principalis ingår i släktet Pristicerops och familjen brokparasitsteklar. Inga underarter finns listade i Catalogue of Life.